# Symphurus hondoensis
Symphurus hondoensis är en fiskart som beskrevs av Hubbs, 1915. Symphurus hondoensis ingår i släktet Symphurus och familjen Cynoglossidae. Inga underarter finns listade i Catalogue of Life.